# Cailliella praerupticola
Cailliella es un género botánico monotípico de plantas fanerógamas pertenecientes a la familia Melastomataceae. Su única especie: Cailliella praerupticola, es originaria de África occidental.

## Descripción
Es un arbusto muy ramificado que alcanza un tamaño de 1,5 m de altura, florece cuando las hojas caen (excepto las brácteas involucrales). Se encuentra en los acantilados de arenisca a una altitud de ± 900 metros Sólo se conoce la especie tipo.

## Taxonomía
El género fue descrito por Henri Jacques-Félix y publicado en Bull. Mus. Hist. Nat. (Paris) ser. 2. 10: 637, en el año 1939.